# Списак генерала и адмирала Војске Југославије и СЦГ: В и Г
Списак особа које су у имале генералске и адмиралске чинове у Војсци Југославије (ВЈ) и Војсци Србије и Црне Горе (ВСЦГ) чије презиме почиње на слова В и Г, за остале генерале и адмирале погледајте Списак генерала и адмирала Војске Југославије и СЦГ.
напомена: Генералски, односно адмиралски чинови у ВЈ су били — генерал-армије (адмирал флоте), генерал-пуковник (адмирал), генерал-потпуковник (вице-адмирал) и генерал-мајор (контра-адмирал).

### В
- Александар Васиљевић (1938), генерал-потпуковник. Активна војна служба у ВЈ престала му је 1992. Реактивиран 1999. и поново пензионисан 2001.
- Драгоје Васовић (1935), генерал-мајор. Активна војна служба у ВЈ престала му је 1992.
- Љубиша Величковић (1946—1999), генерал-пуковник авијације.
- Илија Виденовић (1943—2005), генерал-мајор. Активна војна служба у ВЈ престала му је 1994.
- др Владимир Војводић (1930—2008), генерал-пуковник санитетске службе. Активна војна служба у ВЈ престала му је 1993.
- Душан Војводић (1933—2017), генерал-мајор у резерви. Активан и демобилисан у ВЈ 1999—2000.
- Драган Војиновић (1950), генерал-потпуковник. Активна војна служба у ВСЦГ престала му је 2005.
- Миливоје Вранић (1944), генерал-мајор. Активна војна служба у ВЈ престала му је 2000.
- Видак Вујовић (1938), генерал-мајор. Активна војна служба у ВЈ престала му је 1993.
- Радивој Вукобрадовић (1956), генерал-мајор. После нестанка ВСЦГ, јуна 2006. војну каријеру наставио у Војсци Србије. Активна војна служба у ВС престала му је 2012.
- Владимир Вуковић (1938—1992), генерал-потпуковник.
- Љубиша Вуковић (1945—2024), генерал-мајор. Активна војна служба у ВЈ престала му је 2001.
- Слободан Вукомановић (1944—2009), генерал-мајор. Активна војна служба у ВЈ престала му је 2001.
- Милан Вучинић (1928—2009), генерал-мајор у резерви. Активан и демобилисан у ВЈ 1999.
- Мирко Вучинић (1947—2009), генерал-потпуковник. Активна војна служба у ВЈ престала му је 1998.

### Г
- Будимир Гаврић (1944), генерал-мајор. Активна војна служба у ВЈ престала му је 1996.
- Бранко Гајић (1944), генерал-мајор. Активна војна служба у ВЈ престала му је 2001.
- Павле Галић (1953), генерал-мајор. После нестанка ВСЦГ, јуна 2006. војну каријеру наставио у Војсци Србије. Демобилисан је 2007. године.
- Десимир Гаровић (1947—2024), генерал-мајор. Активна војна служба у ВЈ престала му је 2002.
- Бошко Гвозден (1950), генерал-мајор. Активна војна служба у ВЈ престала му је 2002.
- Чедомир Гилановић (?—?), генерал-мајор у резерви. Активан и демобилисан у ВЈ 1999.
- Миленко Глигоревић (1940), генерал-мајор. Активна војна служба у ВЈ престала му је 1992.
- Милош Гојковић (1946), генерал-мајор. Активна војна служба у ВЈ престала му је 2002.
- Радомир Гојовић (1943—2022), генерал-мајор. Активна војна служба у ВЈ престала му је 2001.
- Радомир Гордић (1947), генерал-мајор. Активна војна служба у ВЈ престала му је 2003.
- Петар Грачанин (1923—2004), генерал-армије у резерви. Активан и демобилисан у ВЈ 1999.
- Јован Грбавац (1954), вице-адмирал. Активна војна служба у МО Србије престала му је 2009.
- Милинко Грбовић (1954—2013), генерал-мајор. Активна војна служба у ВСЦГ престала му је 2005.
- Урош Гргић (1939—2011), генерал-мајор. Активна војна служба у ВЈ престала му је 1994.
- Радован Грубач (1948), генерал-мајор. Активна војна служба у ВЈ престала му је 2001.
- Никола Грујин (1948—2019), генерал-потпуковник. Активна војна служба у ВЈ престала му је 2002.
- Милан Грујић (1932—2002), генерал-потпуковник. Активна војна служба у ВЈ престала му је 1992.
- Радомир Грујић (1950), вице-адмирал. Активна војна служба у ВСЦГ престала му је 2004.
- Тихомир Грујић (1937), генерал-потпуковник. Активна војна служба у ВЈ престала му је 1992.